# Stanisław Kostka Wielogłowski
Stanisław Kostka Wielogłowski herbu Starykoń (zm. 1801) – miecznik krakowski w latach 1785–1795, wojski mniejszy krakowski w latach 1784–1785, skarbnik krakowski w 1784 roku, burgrabia krakowski w latach 1782–1784, komornik graniczny lelowski, konsyliarz województwa krakowskiego w konfederacji targowickiej.
Był sędzią żydowskim województwa krakowskiego w 1782 i 1791 roku. Był komisarzem Sejmu Czteroletniego z powiatu proszowickiego województwa krakowskiego do szacowania intrat dóbr ziemskich w 1789 roku. 